# 프레데터 2
《프레데터 2》(영어: Predator 2)는 1990년 개봉한 미국의 영화이자 프레데터 시리즈의 두 번째 작품이다.

## 줄거리
1997년, 로스앤젤레스는 폭염과 중무장한 콜롬비아 마약 카르텔과 자메이카 마약 카르텔 간의 영역 다툼으로 몸살을 앓고 있다. 한 프레데터가 경찰, 자메이카인, 콜롬비아인 간의 총격전을 지켜보고, 마이클 R. 해리건 중위가 총격전으로 돌진하여 부상당한 경찰관 두 명을 구출하고 콜롬비아인들을 그들의 은신처로 몰아넣는 것을 관찰한다. 프레데터는 콜롬비아인들을 공격하여 소동을 일으키고, 해리건과 형사 리오나 캔트렐, 대니 아르슐레타는 명령을 무시하고 은신처로 들어가 학살당한 콜롬비아인들을 발견한다. 지붕에서 해리건은 미친 갱단 두목을 쏘고 위장한 프레데터를 얼핏 보지만, 극심한 더위와 고소공포증 때문에 신기루로 치부한다.
경찰서에서 상사들은 해리건의 불복종을 질책한다. 그는 카르텔을 수사하는 태스크포스의 리더인 특수 요원 피터 키스와 해리건 팀의 신입 제리 램버트 형사를 소개받는다.
그날 저녁 늦게, 자메이카인들이 콜롬비아 마약왕의 펜트하우스를 침입하여 그를 살해하고, 그들 또한 프레데터에게 죽임을 당한다. 현장에 도착한 해리건 팀은 이전에 콜롬비아인들이 학살당한 사건과 비슷한 점들을 발견하는데, 살점이 벗겨진 시체들도 포함되어 있다. 이때 키스의 팀이 도착하여 그들을 내보낸다.
아르슐레타는 혼자 돌아와 프레데터의 창날 중 하나를 발견하지만, 그 생명체에게 살해당한다. 격분한 해리건은 아르슐레타를 죽인 자를 막겠다고 맹세하고, 법의학 분석 결과 그 창날이 주기율표에 알려진 어떤 원소로도 이루어져 있지 않다는 것이 밝혀진다. 해답을 찾기 위해 해리건은 자메이카 마약왕 킹 윌리를 만난다. 킹 윌리는 부두 신자로, 살인자가 초자연적 존재이며 자신은 그와의 싸움을 준비해야 한다고 믿는다. 해리건이 떠나기 전 프레데터가 킹 윌리를 죽이고 그의 머리를 전리품으로 가져간다. 아르슐레타를 죽인 자가 최근 도축장에 있었다는 단서를 추적하여, 해리건은 팀을 창고 지구에서 만나 조사하기로 한다.
캔트렐과 램버트는 지하철을 타고 그곳으로 가던 중 프레데터의 습격을 받는다. 프레데터는 램버트와 여러 명의 무장한 승객들을 죽이지만, 헬멧 스캐너가 캔트렐이 임신했음을 감지하자 그녀는 살려준다. 램버트의 머리를 가져가는 프레데터를 제때 본 해리건은 달아나는 프레데터를 쫓지만, 키스의 부하들에게 저지당한다. 키스는 그 괴물이 외계 사냥꾼이며, 적외선 시야와 능동 위장을 가지고 스포츠 삼아 인간을 사냥하고 있으며, 가장 최근에는 10년 전 중앙아메리카에서 사냥을 했다고 밝힌다. 키스와 그의 팀은 근처 도축장에 덫을 설치하고, 자외선 조명과 극저온 무기가 장착된 단열복을 사용하여 연구를 위해 그를 생포하려 한다. 그러나 수상함을 느낀 프레데터는 발소리를 듣고 스캐너를 사용하여 그들의 조명을 추적하고, 키스의 부하들을 속임수로 따돌려 학살한다.
해리건은 프레데터를 공격하여 부상을 입히지만, 프레데터는 그의 무기를 파괴한다. 프레데터가 그를 거의 죽일 뻔했을 때 키스가 그 생명체를 얼리려 하지만, 프레데터는 스마트 디스크를 던져 그를 반으로 자른다. 프레데터는 해리건을 지붕까지 쫓아가 싸우고, 둘은 난간에 매달리게 된다. 그 생명체는 팔뚝에 자폭 장치를 활성화하고, 해리건은 디스크로 그것을 잘라내어 무력화한다.
프레데터는 아파트로 들어가 상처를 치료하고 도망친다. 해리건은 지하에 숨겨진 우주선까지 그를 추격하여 전투를 벌이고, 결국 자신의 디스크로 프레데터를 죽인다.
갑자기 숨어 있던 프레데터 무리가 나타나 죽은 동료를 수습한다. 그들의 리더인 나이 든 프레데터는 해리건에게 전리품으로 오래된 수발총 권총을 준다. 우주선이 이륙하자 해리건은 지상으로 탈출하여 키스의 팀과 만난다. 생명체를 생포할 기회를 놓쳤음에도 불구하고, 해리건은 프레데터들이 돌아올 것이라고 속으로 생각한다.

## 출연
- 케빈 피터 홀 (Kevin Peter Hall) - 프레데터
- 대니 글러버 - 마이크 해리건
- 게리 부시 - 피터
- 루벤 블라데스 - 대니
- 마리아 콘치타 알론소 (Maria Conchita Alonso) - 레오나
- 빌 팩스턴 - 제리
- 로버트 다비 - 필 대장
- 애덤 볼드윈 - 가버
- 켄트 매코드 (Kent McCord) - B. 필그림 대장
- 캘빈 록하트 (Calvin Lockhart) - 윌리 왕
- 헨리 킹 (Henry King) - 엘

## 한국판 성우진(KBS) (1998년 1월 31일)
- 유해무 - 마이크 해리건(대니 글로버)
- 김준 - 피터 키이스(게리 부시)
- 조동희 - 대니 아큐레타(루벤 블라데스)
- 유만준 - 프레데터(케빈 피터 홀) / 킹 윌리(캐빈 록하트)
- 송두석 - 필 하이네만(로버트 다비)
- 이진화 - 레오나(마리아 콘치타 알론소) / 루스(실비 코더스)
- 최병상 - 제리 램버트(빌 팩스턴) / 엘 스콜피오(헨리 킹지)
- 김승준 - 가버(애덤 볼드윈) / 레이먼 베가(코리 랜드)
- 윤병화 - 필그림 반장(켄트 매코드)
- 장호비 - 골든 투스(마이클 마크 에드먼슨)
- 주호성 - 토니 포프(모튼 다우니 주니어)
- 송연희 - 부검의(릴리안 쇼빈) / 방송 기자(루신다 웨이스트)
- 장승길 - 경찰(스티브 카핸)
- 김관진 - 키이스의 부하(케이시 샌더) / 경찰(톰 피네건) / LA 시민(줄리안 레예스)

## 내용주
1. ↑  프레데터 (영화)에서 묘사된 바와 같다